# Bataille d'Heilsberg
Quatrième Coalition
Batailles
- Cap-Vert (navale)
- San Domingo (navale)
- Río de la Plata
- Pornichet (navale)

- Raguse
- Castel-Nuovo

Campagne de Prusse (1806)
- Schleiz
- Saalfeld
- Auerstaedt
- Iéna
- Halle
- Magdebourg
- Stettin
- Lübeck
- Glogau
- Golymin
- Pułtusk
- Stralsund

Campagne de Pologne (1807)
- Eylau
- Ostrołęka
- Colberg
- Dantzig
- Guttstadt
- Heilsberg
- Friedland

La bataille de Heilsberg eut lieu le 10 juin 1807 entre l'armée française commandée par Napoléon et l'armée russe commandée par Bennigsen, à proximité de la ville d’Heilsberg.

## Contexte
Les 7 et 8 février 1807 l'armée russe du général Bennigsen et les débris de l'armée prussienne sont parvenus à stopper l'avance des Français en province de Prusse-Orientale à Eylau. Renonçant à harceler l'armée napoléonienne exsangue, l'armée russe reprend ses quartiers d'hiver à Heilsberg. Le 26 avril, par le traité de Bartenstein, Russes et Prussiens s'engagent à ne pas signer de paix séparée avec l'envahisseur.
Pendant ce temps, le maréchal Lefebvre assiégeait le port fortifié de Dantzig, qui capitula le 25 mai. Napoléon avait à présent regroupé ses troupes et occupait fermement la Prusse royale. Ce n'est qu'en cette fin de printemps que le général Bennigsen tenta de reprendre l'initiative.

## Déroulement de la bataille

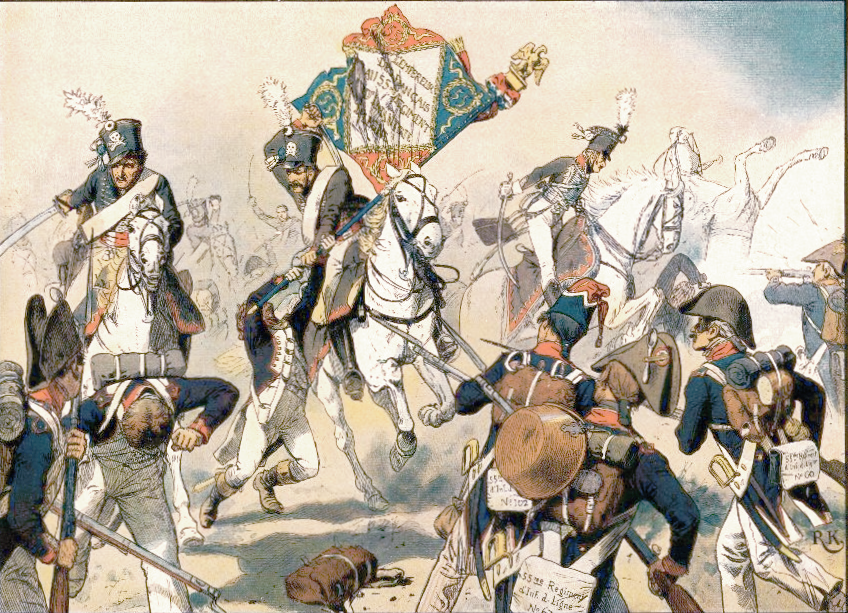
Des hussards prussiens capturent le drapeau du d'infanterie à la bataille d'Heilsberg, par Richard Knötel.

Les Russes ont lancé leur attaque en premier, sans toutefois parvenir à contraindre les Français en bataille rangée : aussi Benningsen retranche-t-il ses troupes derechef dans Heilsberg. Napoléon décide de les contre-attaquer. Il ordonne au 4e corps d'armée (Soult) de franchir la rivière Passarge à Elditen le 8 juin au nord, et au 6e corps d'armée, accompagné de la Garde impériale, du corps d'armée de réserve (Lannes) et de la cavalerie de réserve (Murat), de franchir cette même rivière à Deppen le 9 juin. Le 6e corps d'armée atteint Guttstadt (Dobre Miasto) le 9 à 20 h, et le 4e Heilsberg, afin d'y livrer bataille contre les Russes qui s'y sont repliés.
Le matin du 10, 50 000 hommes des 4e corps et de la cavalerie de réserve sont rassemblés devant Heilsberg, avec la garde en réserve. Le 6e corps et le corps de réserve ne sont pas encore arrivés, et les Russes retranchés autour de la ville sont 90 000. Soult et Murat se lancent alors à l'attaque, subissant de lourdes pertes (plus de 10 000 hommes), mais Lannes les rejoint en fin d'après-midi, et les soutient alors.
Le 11, leurs forces parviennent à déborder la droite de Bennigsen, qui ordonne le 12 l’abandon du camp retranché et le repli sur Friedland où se livre, le 14 juin, la bataille décisive.
| Phase 1 | Phase 2 |
| ------- | ------- |
|         |         |

## Sources et références
- « Heilsberg 1807 ».

1. 1 2 3  Alain Pigeard, Dictionnaire de la Grande Armée, Paris, Tallandier, septembre 2002, 814 p. (ISBN 2-84734-009-2), p. 683.